# دائرة الشهبونية
دائرة الشهبونية إحدى دوائر ولاية المدية الجزائرية . عاصمتها هي الشهبونية وتضم بلديات : 
- الشهبونية
- بوعيش
- بوغزول